# Makljen
Makljen – pasmo górskie i przełęcz w Bośni i Hercegowinie. Wysokość przełęczy wynosi 1123 m n.p.m. Przełęcz Makljen rozdziela dwa dorzecza, Neretwy na południu i Vrbasu na północy. Jest także naturalną granicą między dwoma kantonami, hercwgowińsko-neretwiańskim i środkowobośniacki) oraz dwie gminy – Uskoplje i Prozor-Rama. Od centrów gmin przełęcz jest oddalona o odpowiednio 12 i 8 kilometrów. Na samym szczycie przełęczy znajdował się pomnik Poległych Bojowników, dzieło rzeźbiarza Antuna Augustinčicia z 1952, który został zburzony w 1992. Na szczycie Makljenu w 1978 wybudowano pomnik bitwy nad Neretwą, który zaminowano w 2000. Obecnie z pomnika została tylko wewnętrzna konstrukcja belek nośnych.
Przez przełęcz wiedzie droga magistralna M-16.2 z Bugojna przez Uskoplje i Prozor-Ramę do Jablanicy. Część drogi z Gornjego Vakufa do Prozora w przeszłości nie była wyasfaltowana, a na części z Makljenu do Prozoru było dużo serpentyn. Wtedy droga wiodła przez wieś Gmiće i przez centrum Prozoru. Obecnie droga jest dużo lepsza, a te dwa miejsca łączy nowa droga asfaltowa. Zakręty są łagodne, a nachylenia podjazdów i zjazdów w niektórych miejscach osiągają maksymalnie 7%. Ostatnie 2 kilometry podjazdu z Gornjego Vakufa na Makljen mają po dwa pasy ruchu w jednym kierunku; środkowym pasem wyprzedza się ciężkie i powolne samochody, które spowalniały by ruch. Tak samo jest na ostatnich 1500 metrach podjazdu z Prozoru na Makljen. Droga więc z Gornjego Vakufu na 671 m n.p.m. pnie się 12 kilometrów do Makljenu na 1123 m n.p.m., a potem 8 kilometrów zjeżdża do Prozoru, na 698 m n.p.m.